# Frati minori scalzi
I Frati minori scalzi o alcantarini (in latino Ordo Fratrum Minorum Discalceatorum o Alcantarinorum; sigla O.F.M.Disc. o O.F.M.Alc.) erano una delle famiglie francescane soggette al ministro generale degli osservanti: nel 1897 vennero uniti insieme a osservanti, riformati e recolletti nell'Ordine dei frati minori.

## Storia

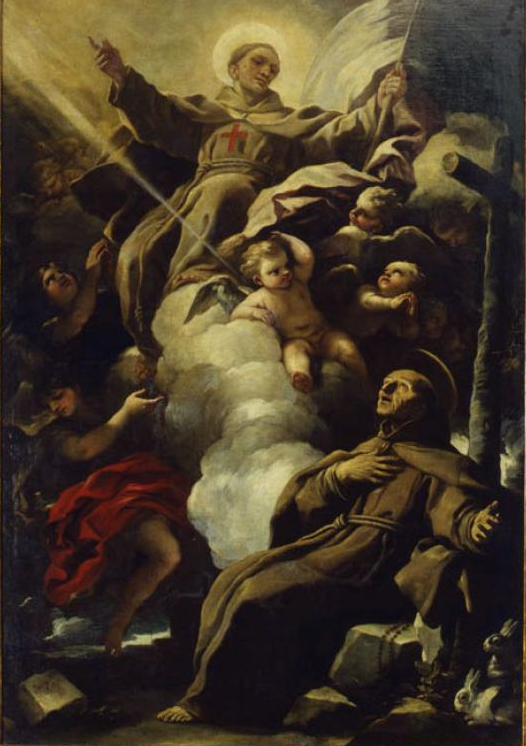
Giovanni da Capestrano appare a Pietro d'Alcántara: dipinto di Luca Giordano

I francescani scalzi sorsero per opera di Pietro d'Alcántara (1499-1562): dopo aver abbracciato la vita religiosa nei guadalupesi (1515), nel 1517, con la divisione formale dell'Ordine francescano, passò tra i minori osservanti della provincia di San Gabriele (Estremadura) e ricoprì le cariche di guardiano, definitore e ministro provinciale; nel 1554 si ritirò nell'eremo di Santa Croce a Coria e poi in quello del Palancar di Pedroso dove iniziò a pensare di creare un ramo di francescani riformati di strettissima osservanza.
Lasciati gli osservanti, nel 1555 a Roma si pose sotto l'obbedienza del ministro generale dei frati minori conventuali e nel 1557 aderì ai pasqualiti, il ramo dei conventuali riformati, dei quali fu commissario generale.
Pietro promosse un'austera vita penitenziale e introdusse delle riforme dirette alla restaurazione della povertà del francescanesimo primitivo. I suoi frati della sua riforma presero il nome di "scalzi", ma egli volle mantenerli sempre nell'ambito e giurisdizione dei conventuali. Subito dopo la sua morte, con la bolla In suprema militanti Ecclesiae (25 gennaio 1563) papa Pio IV sottrasse gli scalzi alla giurisdizione dei conventuali e li pose alla dipendenza degli osservanti.
Dopo la canonizzazione di Pietro d'Alcántara (1669) i frati minori scalzi presero a essere chiamati soprattutto "alcantarini".
Gli alcantarini si diffusero notevolmente in Spagna, in Portogallo, nell'America meridionale, nelle Indie orientali, in Giappone, nelle Filippine, a Londra, nel Sud Italia e in Toscana (a Montelupo): molti di loro vennero innalzati agli onori degli altari (Egidio Maria da Taranto, Pasquale Baylón, Pedro Bautista Blásquez, Giovan Giuseppe della Croce).
Verso la fine del XVIII secolo gli alcantarini contavano venti tra province e custodie ma, dopo le soppressioni e le secolarizzazioni del periodo successivo, alla fine del XIX secolo le province erano ridotte a sei. Il 4 ottobre 1897 gli alcantarini vennero uniti assieme alle altre famiglie osservanti nell'Ordine dei frati minori.